# Heilig-Geist-Spital (Crailsheim)

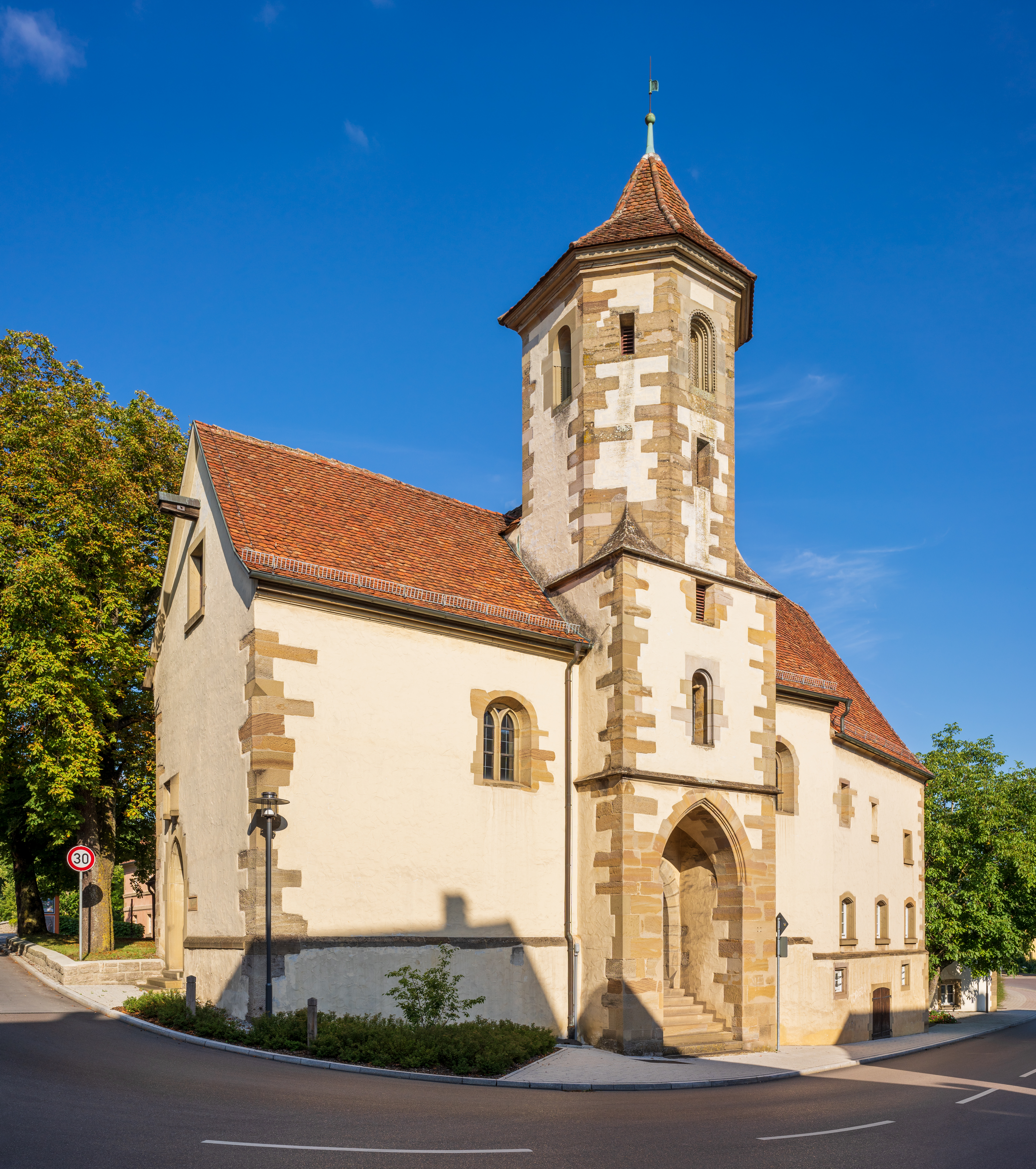
Spitalkapelle

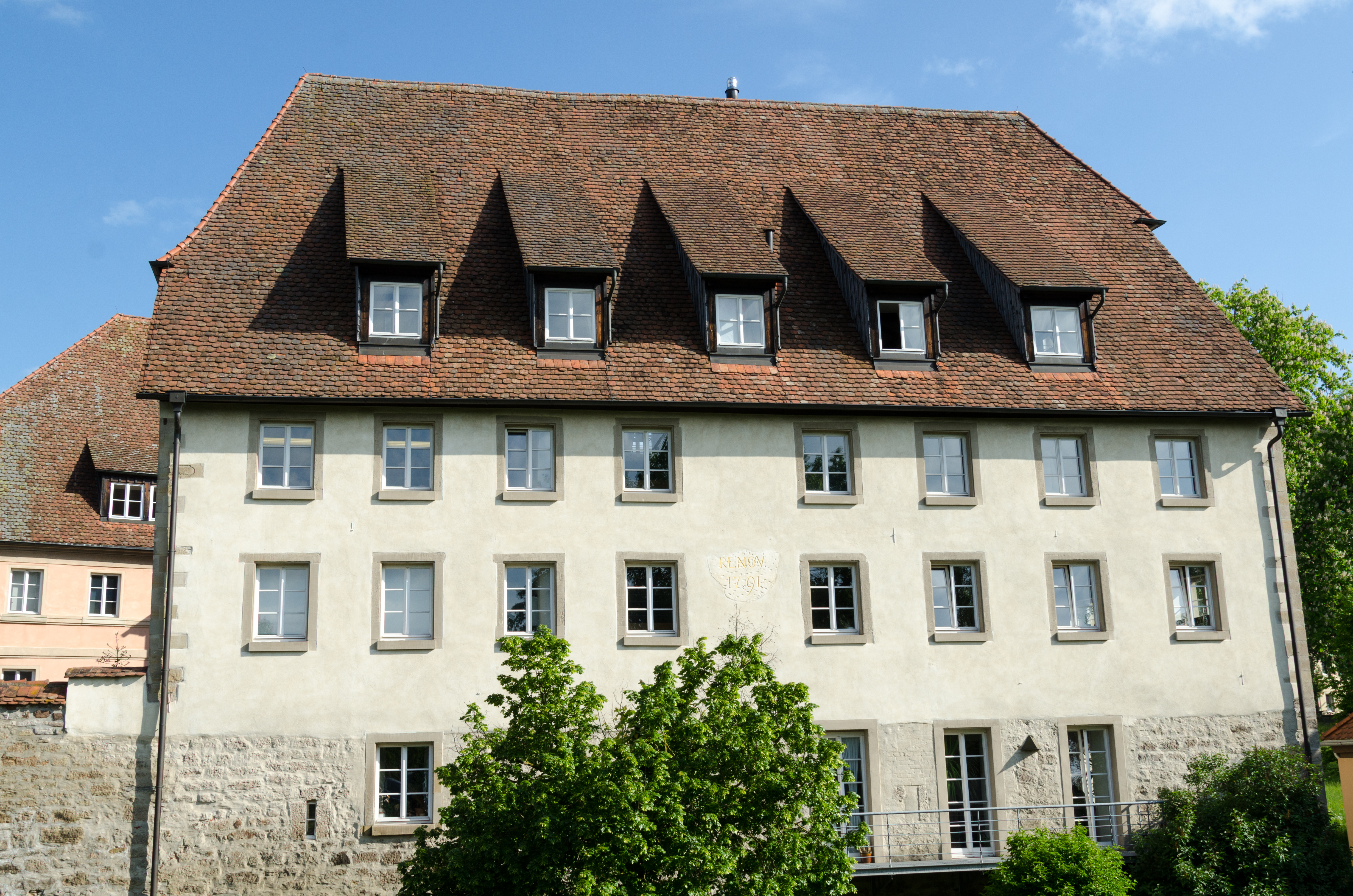
Ehemaliges Spital, heute Sitz der Volkshochschule

Das Heilig-Geist-Spital in Crailsheim, einer Stadt im Landkreis Schwäbisch Hall in Baden-Württemberg, wurde um 1400 gegründet. Das kurz vor dem Südende der Langen Straße stehende ehemalige Spital zum heiligen Geist steht als Baudenkmal unter Denkmalschutz.

## Geschichte
Das erste Spital in Crailsheim wurde 1400 in der Innenstadt errichtet und später vor die südliche Stadtmauer an den Abhang von der Altstadt zur Trutenbach-Talmulde verlegt. Die spätgotische Spitalkapelle wurde 1425 unter Einbeziehung älterer romanischer Bauteile errichtet. Im Jahr 1804 wurde die Spitalgebäude von Grund auf saniert.

## Heutige Nutzung

### Stadtmuseum
Bei Renovierungsarbeiten wurden im Jahr 1989 die Räumlichkeiten des einstigen Spitalbads wiederentdeckt und in das Stadtmuseum einbezogen. Im Stadtmuseum sind Crailsheimer Fayencen und eine einzigartige Musikinstrumentensammlung sowie die stadtgeschichtliche Abteilungen untergebracht.

### Volkshochschule Crailsheim
Die Crailsheimer Volkshochschule ist am 27. April 1947 auf Initiative der US-amerikanischen Militärregierung gegründet worden. Nachdem die Volkshochschule in ihrer Geschichte mehrmals den Standort wechselte, ist sie seit 1994 auf dem historischen Areal des Heilig-Geist-Spitals angesiedelt.